# Лопья (приток Южной Кельтмы)
Лопья (в верховье Северная Лопья) — река на севере Пермского края России, левый приток Южной Кельтмы.
Протекает по территории Чердынского района. Впадает в Южную Кельтму в 93 км от её устья. Длина реки составляет 139 км, площадь водосборного бассейна — 1040 км². На реке расположен посёлок Серебрянка.

## Данные водного реестра
По данным государственного водного реестра России относится к Камскому бассейновому округу, водохозяйственный участок реки — Кама от истока до водомерного поста у села Бондюг, речной подбассейн реки — бассейны притоков Камы до впадения Белой. Речной бассейн реки — Кама.
Код объекта в государственном водном реестре — 10010100112111100003253.

## Притоки
(расстояние от устья)
- 15 км: река Иктым (лв)
- 46 км: река Серебрянка 1-я (лв)
- 54 км: река Вошкужвож (пр)
- 67 км: река Чемшер (пр)
- 73 км: река Юговож (пр)
- 74 км: река Бандероль (лв)
- 109 км: река Южная Лопья (пр)